# Kosmatniki
Kosmatniki (Lasiurini) – monotypowe plemię ssaków z podrodziny mroczków (Vespertilioninae) w obrębie rodziny mroczkowatych (Vespertilionidae).

## Zasięg występowania
Plemię obejmuje gatunki występujące w Ameryce.

## Morfologia
Długość ciała (bez ogona) 44–85 mm, długość ogona 30–81 mm, długość ucha 6–20 mm, długość tylnej stopy 3–15 mm, długość przedramienia 35,7–64 mm; masa ciała 6–35 g.

## Systematyka
Rodzaj zdefiniował w 1831 roku angielski zoolog John Edward Gray w rozdziale dotyczącym nowych rodzajów i gatunków nietoperzy w publikacji pod jego redakcją poświęconej różnorodności zoologicznej. Gray w oryginalnym opisie nie wymienił żadnego gatunku; w ramach późniejszego oznaczenia w 1901 roku amerykański botanik i zoolog Gerrit Smith Miller i amerykański entomolog James Abram Garfield Rehn na typ nomenklatoryczny wyznaczyli kosmatnika rdzawego (L. borealis). Wcześniejsza nazwa – Nycteris – którą opublikował w 1797 roku europejski przyrodnik Christian Karl André okazała się młodszym homonimem innego rodzaju nietoperzy opisanego w 1795 roku.

### Etymologia
- Nycteris: gr. νυκτερις nukteris, νυκτεριδος nukteridos ‘nietoperz’[17]. Typ nomenklatoryczny (oznaczenie monotypowe): Vespertilio borealis P.L.S. Müller, 1776.
- Lasiurus (Lasyurus, Lasirius, Lasirurus): gr. λασιος lasios ‘włochaty, kudłaty’; -ουρος -ouros ‘-ogonowy’, od ουρα oura ‘ogon’[18].
- Aeorestes: gr. αιωρεω aiōreō ‘unosić się w powietrze, latać dookoła’[19]. Typ nomenklatoryczny (oryginalne oznaczenie): Vespertilio villosissimus É. Geoffroy Saint-Hilaire, 1806.
- Dasypterus (Dasipterus, Desı́pterus): gr. δασυς dasus ‘owłosiony, włochaty’; πτερον pteron ‘skrzydło’[20]. Typ nomenklatoryczny: Peters wymienił cztery gatunki – Lasiurus intermedius H. Allen, 1862, Atalapha egregia W. Peters, 1870, Nycticejus ega P. Gervais, 1855 i Lasiurus caudatus Tomes, 1857 (= Nycticejus ega P. Gervais, 1855) – nie wskazując gatunku typowego; typ nomenklatoryczny w ramach późniejszego oznaczenia – Lasiurus intermedius H. Allen, 1862[21].

### Podział systematyczny
Do plemienia należy jeden rodzaj kosmatnik (Lasiurus) wraz z dwudziestoma występującymi współcześnie gatunkami zgrupowanymi w trzech podrodzajach:

- Aeorestes Fitzinger, 1870
  - Lasiurus egregius (W. Peters, 1870) – kosmatnik duży
  - Lasiurus villosissimus (É. Geoffroy Saint-Hilaire, 1806)
  - Lasiurus cinereus (Beauvois, 1796) – kosmatnik srebrzysty
  - Lasiurus semotus (H. Allen, 1890)
- Lasiurus J.E. Gray, 1831
  - Lasiurus borealis (P.L.S. Müller, 1776) – kosmatnik rdzawy
  - Lasiurus pfeifferi (Gundlach, 1861) – kosmatnik kubański
  - Lasiurus seminolus (Rhoads, 1895) – kosmatnik seminolski
  - Lasiurus atratus Handley, 1996 – kosmatnik czarnawy
  - Lasiurus arequipae Málaga, D.R. Díaz, Arias & Medina, 2020
  - Lasiurus blossevillii (Lesson & Garnot, 1826) – kosmatnik samotny
  - Lasiurus frantzii (W. Peters, 1870)
  - Lasiurus varius (Poeppig, 1835) – kosmatnik cynamonowy
  - Lasiurus minor G.S. Miller, 1931 – kosmatnik antylski
  - Lasiurus castaneus Handley, 1960 – kosmatnik kasztanowy
  - Lasiurus ebenus Fazzolari-Corrêa, 1994 – kosmatnik hebanowy
  - Lasiurus degelidus G.S. Miller, 1931 – kosmatnik jamajski
- Dasypterus W. Peters, 1870
  - Lasiurus xanthinus (O. Thomas, 1897) – kosmatnik żółty
  - Lasiurus intermedius H. Allen, 1862 – kosmatnik pośredni
  - Lasiurus insularis E.R. Hall & J.K. Jones, 1961 – kosmatnik wyspowy
  - Lasiurus ega (P. Gervais, 1856) – kosmatnik palmowy

Opisano również gatunki wymarłe z obszaru dzisiejszych Stanów Zjednoczonych:
- Lasiurus fossilis Hibbard, 1950[23] (pliocen)
- Lasiurus golliheri (Hibbard, 1960)[24] (plejstocen)